# Вимрё
Вимрё (фр. Wimereux) — коммуна во Франции, регион О-де-Франс, департамент Па-де-Кале, округ Булонь-сюр-Мер, кантон Булонь-сюр-Мер-1. Расположена на побережье Северного моря в 5 км к северу от Булонь-сюр-Мер и в 2 км от автомагистрали А16 «Европейская», в месте впадения в море реки Вимрё. На востоке коммуны находится железнодорожная станция Вимиль-Вимрё линии Булонь-Кале.
Население (2018) — 6 356 человек.

## История
Вобан построил в устье реки Вимрё крепость, развалины которой сохранились до 40-х годов XX века, когда были окончательно уничтожены во время боев Второй мировой войны. Между 1803 и 1804 годами по приказу Наполеона здесь был построен порт, получивший имя по названию реки. В 1840 году здесь высадился Наполеон III, первый президент и последний император Франции.
Территория Вимрё первоначально относилась к коммуне Вимий, от которой Вимрё отделился 28 мая 1899 года. В том же году Гульельмо Маркони и Эдуард Бранли установили отсюда первую линию радиосвязи между Францией и Англией.
Во время Второй империи приморская территория стала активно застраиваться замечательными архитектурными сооружениями в стиле Прекрасной эпохи, многие из них прекрасно сохранились до настоящего времени. В настоящее время город фактически является дачным пригородом Булонь-сюр-Мер, в котором обеспеченные французы и иностранцы с удовольствием покупают загородные дома.

## Достопримечательности
- Церковь Непорочного Зачатия Девы Марии 1866—1870 годов
- Комплекс вилл периода Прекрасной эпохи

## Экономика
Структура занятости населения:
- сельское хозяйство — 1,3 %
- промышленность — 5,0 %
- строительство — 6,1 %
- торговля, транспорт и сфера услуг — 53,9 %
- государственные и муниципальные службы — 33,6 %

Уровень безработицы (2017) — 14,3 % (Франция в целом — 13,4 %, департамент Па-де-Кале — 17,2 %). 

Среднегодовой доход на 1 человека, евро (2017) — 21 670 (Франция в целом — 21 110, департамент Па-де-Кале — 18 610).

## Демография
Динамика численности населения, чел.

## Администрация
Пост мэра Вимрё с 2020 года занимает Жан-Люк Дебаэль (Jean-Luc Debaele). На муниципальных выборах 2020 года возглавляемый им независимый список победил во 2-м туре, получив 45,42 % голосов (из четырех списков).
| Период | Период | Фамилия         | Партия                  | Примечания                                 |
| ------ | ------ | --------------- | ----------------------- | ------------------------------------------ |
| 1967   | 1977   | Жан Эрлем       |                         | строительный подрядчик                     |
| 1977   | 1978   | Жорж Ко         | Социалистическая партия | коммерческий директор                      |
| 1978   | 1989   | Жак Брессон     |                         |                                            |
| 1989   | 1995   | Доминик Дюпиле  | Социалистическая партия | президент Генерального совета департамента |
| 1995   | 2001   | Марк Шоэн       | Социалистическая партия |                                            |
| 2001   | 2020   | Франк Рюэль     | Разные правые           | врач                                       |
| 2008   |        | Жан-Люк Дебаэль |                         | предприниматель                            |

## Города-побратимы
- Эрн Бэй, Англия
- Шмалленберг, Германия

## Галерея

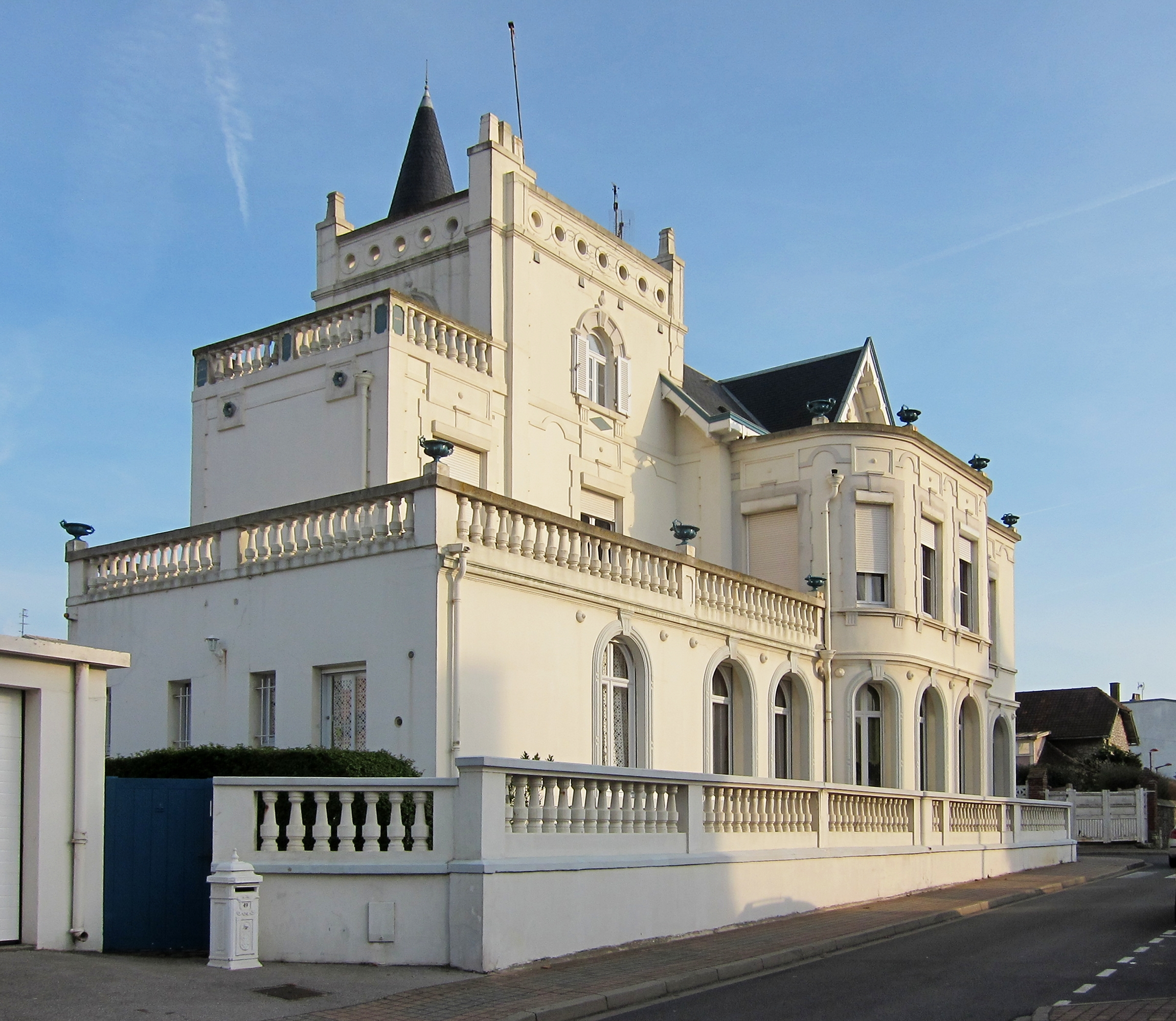
Вилла Le bon accueil
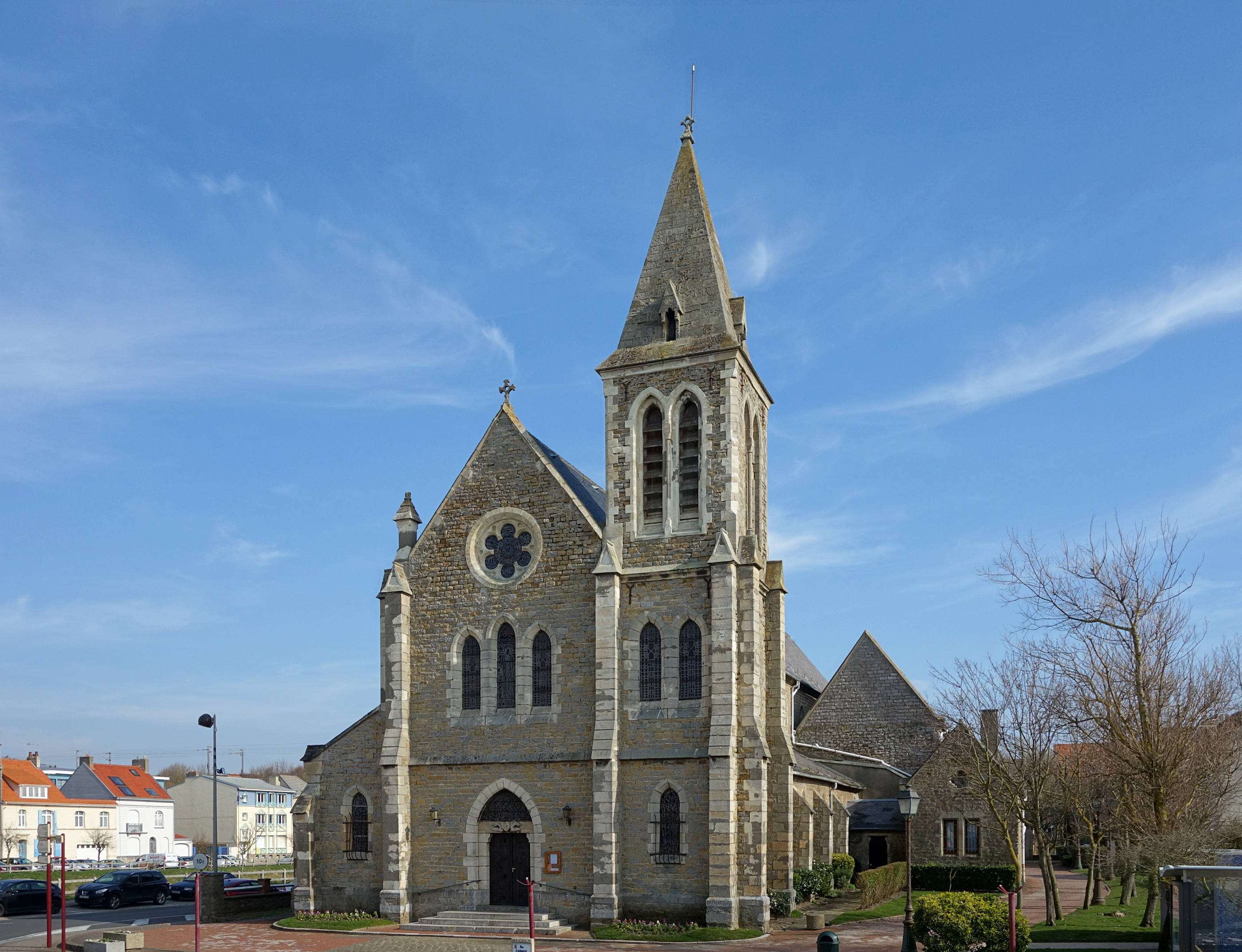
Церковь Непорочного Зачатия
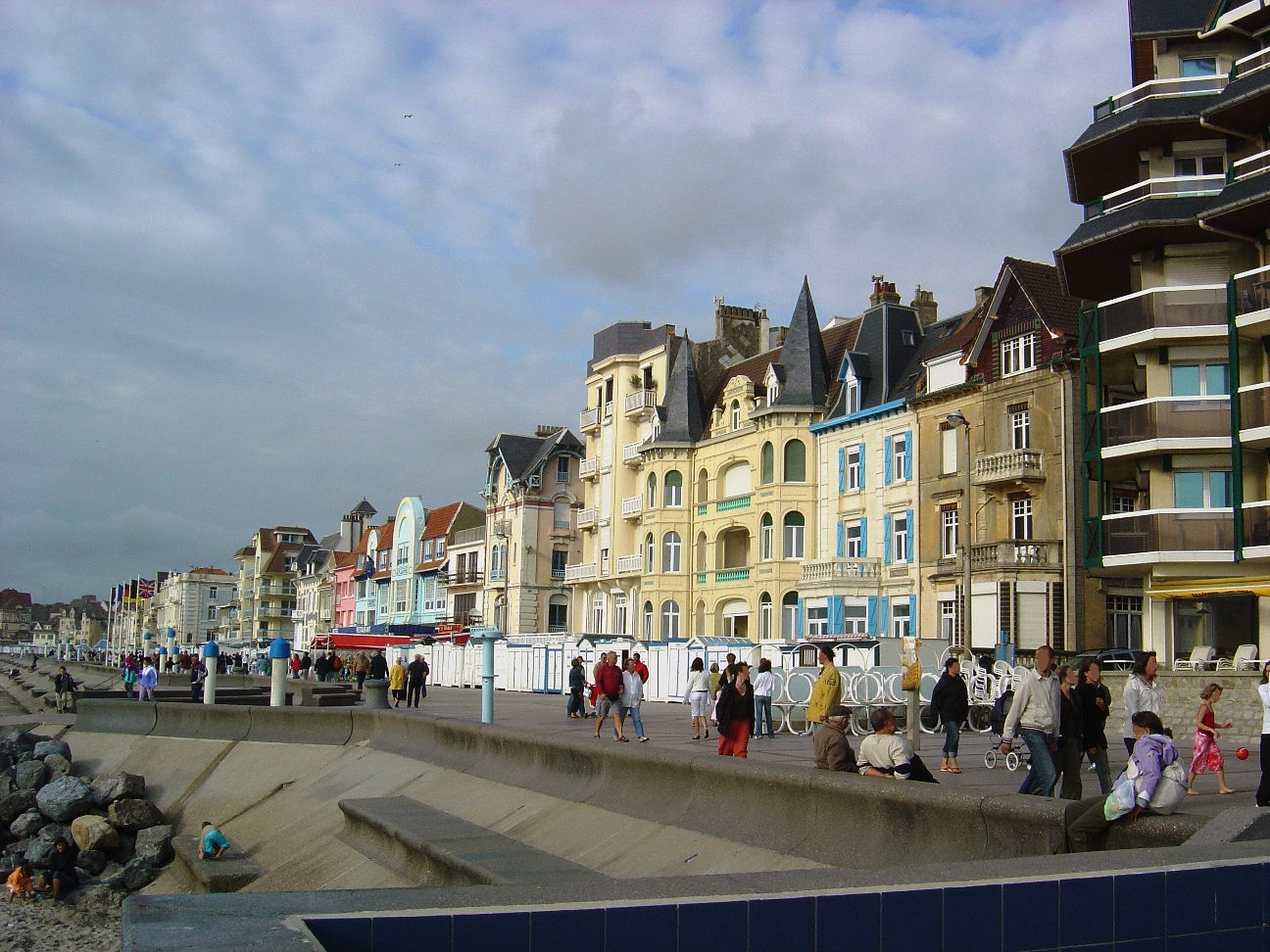
Набережная Вимрё
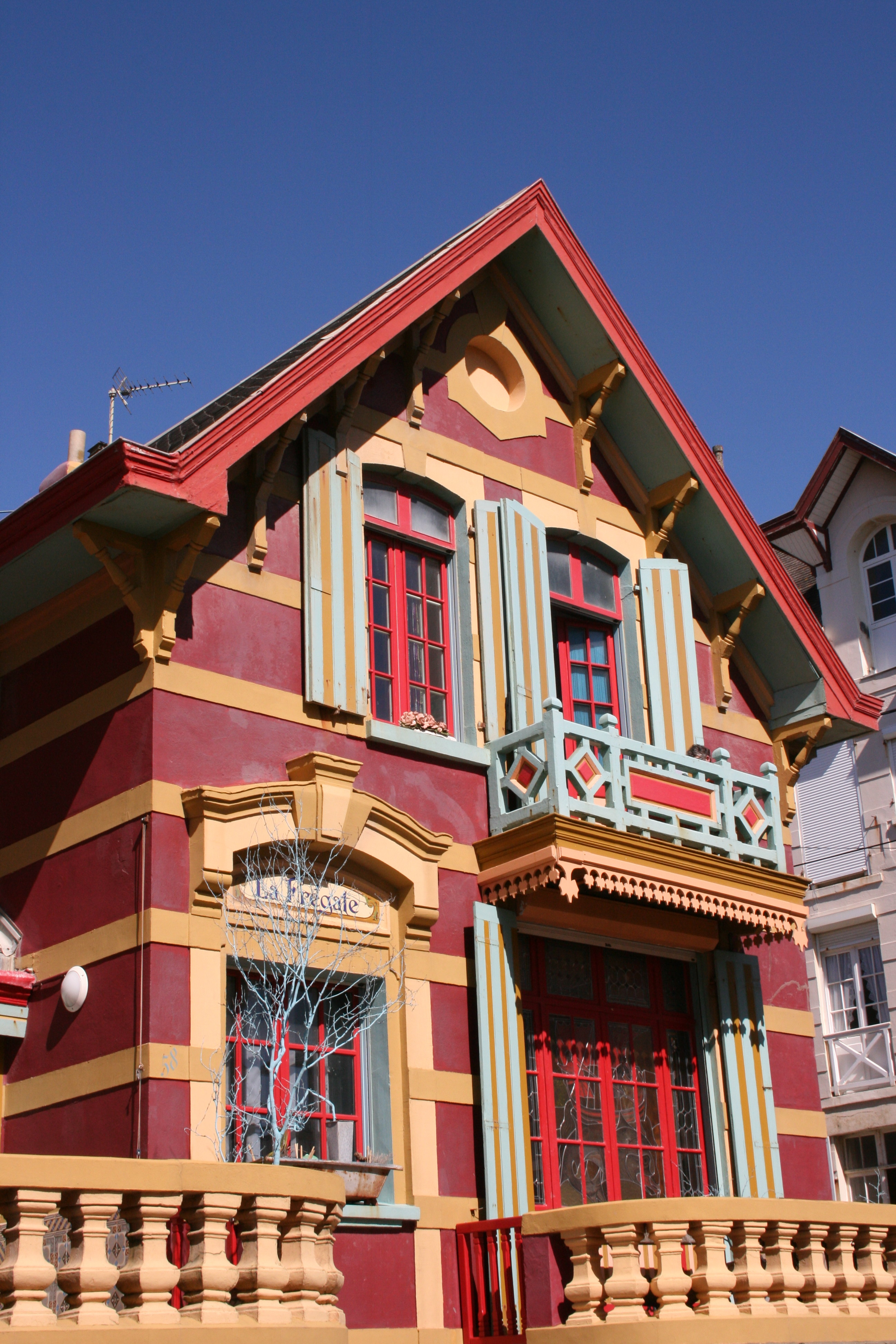
Вилла "Фрегат"
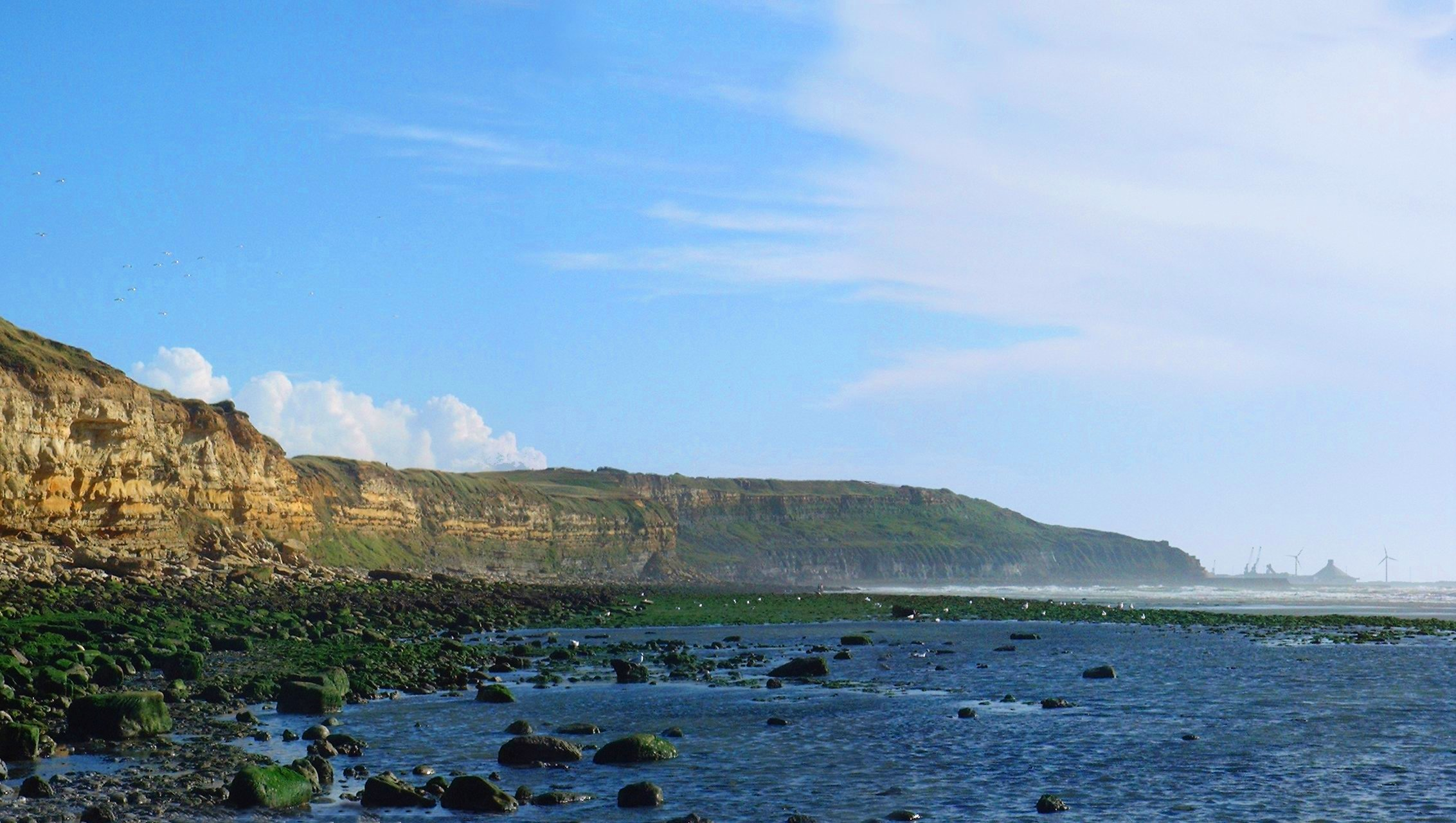
Скалы на юге Вимрё

1. 1 2  база данных о французских коммунах — Национальный географический институт Франции, 2015.